# Colțuri întunecate
Colțuri întunecate (engleză: Dark Corners) este un film de groază thriller britanic din 2006 cu Thora Birch în rolul unei femei  care nu mai scapă de coșmarurile sale. Linia subțire între realitate și groaza care se află în mintea sa face ca orice minune să se întâmple cu adevărat.

## Distribuție
- Thora Birch este Susan Hamilton / Karen Clarke
- Toby Stephens este Dr. Woodleigh
- Christien Anholt este David Hamilton
- Joanna Hole este Elaine Jordan
- Glenn Beck este Dl. Saunders